# دیلر هلدینگ
دیلر هلدینگ (انگلیسی: Diler Holding) شرکت خوشه‌ای ترکیه‌ای است، که در سال ۱۹۸۰ تأسیس شد.